# Трагедия отряда Облеухова
Трагедия отряда Облеухова — гибель от голода в 1856 году 102 или, по другим источникам, 270 солдат отряда под командованием полковника А. Н. Облеухова, который двигался по Амуру из Мариинского поста (ныне село Мариинское Хабаровского края) в Усть-Стелку (место слияния Шилки и Аргуни у современного села Покровка Забайкальского края).

## Ход событий
Во время Крымской войны в результате Амурской экспедиции в низовьях Амура была сосредоточена группировка российских войск из сибирских линейных батальонов и казаков. Когда в марте 1856 года война закончилась, то было принято решение о возвращении в Забайкалье 13-го и 14-го Сибирских линейных батальонов и большей части казаков. 
Эти войска выступили в путь из Мариинского поста в конце июля 1856 года тремя отрядами. Первый отряд (около 1000 человек), несмотря на некоторые трудности, прибыл благополучно в Забайкалье еще до наступления зимы. Второй отряд (819 человек) прибыл в Забайкалье почти вслед за первым, но из-за недостатка продовольствия в пути голодал, что вызвало болезни и смерть 96 человек. 
Третий отряд в составе двух рот 14-го линейного батальона и полуроты 13-го линейного батальона (370 нижних чинов и 9 офицеров) отправился из Мариинского поста 27 июля 1856 года. Им командовал командир 13-го линейного батальона полковник Облеухов. По воспоминаниям зауряд–хорунжего Р. К. Богданова, перед отправкой на Амур Облеухов был помолвлен с дочерью богатого купца из Верхнеудинска, и с нетерпением ждал свадьбы. Как писал Богданов, Облеухов «так был огорчен разлукой, что целые ночи проводил без сна, а утром засыпал, и весь батальон подолгу ждал пробуждения командира. На одном и том же месте ночлега приходилось жить от двух до трех дней; дорогой задавались пиры в честь именин будущей жены, тестя и тещи, праздновались также все царские и церковные праздники». Поэтому отряд Облеухова двигался медленно, и его обогнали первые два отряда, забирая на пути провизию, оставленную на пяти постах вдоль по Амуру. При этом баржа с мукой, направленная навстречу возвращавшимся войскам, села на мель в двадцати верстах ниже Албазина.
Отряд Облеухова, плывя на утлых лодках вверх по Амуру (на веслах, на шестах или бечевой), не имея достаточного запаса продовольствия, достиг 8 октября 1856 года Кумарского поста. Через пять верст, из-за сильной шуги на реке, движение прекратилось. Солдаты вырыли землянки, и отряд стал ждать ледостава. Он прождал до 28 октября, а затем, бросив свои лодки, налегке двинулся дальше. Уже 3 ноября людям стали выдавать половинную норму сухарей, с 6 ноября вместо чая стали заваривать сухую траву, кору деревьев. Температура понизилась до 20 градусов мороза, люди ночевали в поле под открытым небом, разгребая снег для себя и костра. При этом отряд Облеухова мог остаться на зимовку в Николаевске (такое распоряжение давал капитан первого ранга, будущий адмирал Петр Казакевич), однако Облеухов торопился на свадьбу.
Страдая от голода, солдаты варили и ели подошвы, ремни, кожу от ранцев, а Облеухов съел собственную собаку. 15 ноября отряд встретил солдата Толстихина, который на шести лошадях вез муку и раздавал ее встречным. Богданов, посланный навстречу отряду с продовольствием и одеждой из Усть–Стрелки, вспоминал: «От нынешней Перемыкиенской станицы чаще и чаще стали попадаться замерзшие солдаты... Ниже нынешнего Вагановского почтового станка, на одном острове, было много трупов, замерзших в разных позах, и большей частью погибших, должно полагать, от голода. На этом острове застали человек двадцать или двадцать пять живыми, которые по случаю неимения сапог и разным другим причинам, не могли идти далее и остались тут, ожидая смерти, питаясь человеческим мясом умерших». Романа Богданова с пятью казаками послал на помощь отряду его отец, командир Усть-Стрелочного поста есаул Кирик Богданов, узнавший от кочевых манегров, что внизу по Амуру солдаты умирают от голода.
Оставшиеся в живых прибыли в Усть–Стрелку лишь 16 декабря. При этом найденный замерзающим в снегу и позже умерший от гангрены солдат Малков рассказывал: «Облеухов с офицерами, увидевши неминуемую смерть своего батальона, накупили и отняли насильно у кочевых манегров лошадей, бросили солдат и уехали вперед, поэтому среди умерших не было ни одного офицера». Облеухов не стал дожидаться своих солдат даже в Усть–Стрелке, а сразу отправился в Шилкинский Завод, где его ожидала невеста.
Облеухов был отстранен от командования батальоном и понижен в чине до подполковника, но позже дослужился до чина генерал-майора. Другой ответственный за трагедию, Н. В. Буссе, отвечавший за снабжение войск продовольствием, вообще никак не был наказан и через два года стал губернатором только что образованной Амурской области.

## В культуре
О событиях рассказывается в историческом романе Николая Наволочкина «Амурские версты» (1974).